# Mitologia bantu
Le mitologie dei popoli bantu sono caratterizzate, come le lingue bantu, da un nucleo comune, a partire dal quale si sono poi sviluppate tradizioni differenti in funzione della distribuzione geografica dei diversi gruppi, e dell'influenza di altre culture.

## Dio
In tutte le culture tradizionali bantu esiste l'idea di un Dio unico supremo, sebbene questa figura sia spesso poco definita, o dotata di caratterizzazioni specifiche variabili (alcune culture per esempio fanno coincidere Dio con il Sole, o con il più antico degli antenati). Diversi popoli usano diverse parole per riferirsi a Dio; alcune denominazioni comuni sono Mulungu (presso numerose etnie dell'area di influenza swahili come gli Yao, gli Nyamwezi e diversi gruppi Kikuyu) o Mungu/Muungu (swahili), Chiuta, Leza, Kalunga (Angola), Nzambe (Congo), Katonda (Uganda), Unkulunkulu (zulu).
Non va dimenticato che la maggior parte delle lingue bantu conosce Dio con un nome che contiene l'antica radice 'ng' (che può assumere la forma 'nk' presso alcuni popoli). Questa radice è spesso presente nel nome che indica il cielo. Ad esempio, in Swahili Dio viene chiamato Mungu (dove il prefisso Mu indicherebbe un essere vivente, e ng indicherebbe l'essenza dell'essere Dio), i cieli vengono chiamati mbingu o mbinguni, e cioè il luogo abitato da Dio.
Nelle tradizioni in cui Mulungu/Dio viene collocato in un luogo preciso, questo è in genere sopra il cielo, il quale viene concepito come un tetto solido, a una grande distanza sopra la terra, su cui poggia ai margini estremi del mondo. La tradizione è ricca di racconti in cui un essere umano riesce a giungere in cielo in qualche modo (arrampicandosi su un albero altissimo, o su una corda lasciata cadere dall'alto); in queste storie, il mondo iperuranico viene rappresentato come non molto diverso da quello terreno.
Il Dio supremo non viene in genere inteso come creatore del mondo, che esiste da sempre, né degli animali, che però in molte culture bantu vengono indicati come "la sua gente". Dio è infatti in stretta relazione con il mondo primigenio e la natura, e in molte tradizioni si ritiene che abbia abbandonato la terra in tempi antichissimi in quanto offeso dal comportamento degli uomini verso le piante e gli animali. Per gli Yao, per esempio, Mulungu lasciò il mondo quando gli uomini iniziarono a bruciare i boschi e "uccidere il suo popolo". Storie simili sono diffuse presso gli Ashanti dell'Africa occidentale e i Maasai. 
La maggior parte delle tradizioni religiose bantu non dedicano un culto particolare a Dio, considerato troppo lontano dagli uomini per essere interessato alle loro vicende.

## Origine e destino dell'uomo
La nascita dell'uomo è raccontata in modi diversi in diverse mitologie bantu. Una immagine piuttosto diffusa è che i primi uomini siano nati da una pianta (per esempio da una canna o da un canneto per gli Zulu e i Tonga e da un albero chiamato Omumborombonga, situato nel Kaokoveld, per gli Herero). In altre tradizioni, i primi uomini uscirono da una caverna o da un buco nel terreno. Nei racconti dei popoli che basano la propria sussistenza sull'allevamento, di solito, si narra che gli uomini giunsero al mondo insieme al loro bestiame. Si può notare che questi miti si riferiscono in genere solo all'origine dell'etnia da cui sono elaborati, e non del genere umano nel suo insieme; per esempio, quasi tutti i gruppi bantu che convivono con i boscimani attribuiscono a questi ultimi un'origine diversa, in alcuni casi considerandoli antichi come il mondo stesso, e quindi privi di una vera e propria origine nel tempo.
La maggior parte delle culture bantu si spiegano l'origine della morte attraverso un mito che riguarda il camaleonte, e che è essenzialmente lo stesso ovunque. Secondo questo mito, Dio inviò il camaleonte presso gli uomini, dicendogli di portare il messaggio: "che gli uomini non muoiano!" Il camaleonte si avviò, procedendo lentamente e fermandosi a mangiare lungo la via. Dopo qualche tempo, Dio inviò la lucertola presso gli uomini, dicendole di portare il messaggio: "che gli uomini muoiano!" La lucertola partì velocemente, e giunse dagli uomini prima del camaleonte. Così gli uomini seppero che sarebbero morti. Quando il camaleonte giunse con il suo messaggio, gli uomini avevano già accettato il messaggio della lucertola, e non poterono accogliere quello del camaleonte. Per via di questa leggenda, camaleonti e lucertole sono considerati animali di cattivo auspicio in gran parte dell'Africa subsahariana.
A seconda delle tradizioni locali, vengono date diverse spiegazioni del doppio messaggio inviato da Dio; in alcuni racconti, Dio invia entrambi i messaggeri, affidando le sorti dell'umanità all'esito della loro gara; in altri, la lucertola sente per caso l'ordine di Dio al camaleonte e decide, per invidia, di portare il messaggio opposto. In altri racconti ancora, Dio cambia idea dopo aver inviato il camaleonte, per via del cattivo comportamento umano; quest'ultima variante potrebbe essersi diffusa in epoca recente, attraverso l'influenza del cristianesimo. I missionari, in effetti, si sono spesso appropriati del mito del camaleonte, modificandone e reinterpretandone la simbologia. Per esempio, il camaleonte (che porta la notizia dell'immortalità dell'uomo) viene talvolta identificato con Gesù.

## Spiriti dei morti
Inoltre, tutti i bantu credono nella vita dopo la morte, sebbene non nel senso di una vita immortale alla maniera dei cristiani; piuttosto, essi ritengono che gli spiriti dei morti continuino a vivere e possano influire sul mondo dei vivi. Questa esistenza a livello spirituale viene concepita come limitata nel tempo; gli spiriti dei morti continuano a vivere fintantoché c'è qualcuno che si ricorda di loro. Pertanto, lo spirito dei grandi re e degli eroi - di cui sopravvive il ricordo nella tradizione orale - vive per secoli, mentre quello delle persone comuni si estingue nel giro di poche generazioni. Gli spiriti dei morti possono comunicare con i vivi attraverso in vari modi - in sogno, per mezzo di presagi, o con l'intervento di un divinatore. Essi vengono esplicitamente consultati in diverse occasioni, per esempio prima di intraprendere un lungo viaggio. Se una persona offende in qualche modo lo spirito dei propri antenati, essi possono vendicarsi procurando malattia o sventura, mali di cui ci si potrà liberare solo rappacificandosi con gli antenati nei modi stabiliti da un divinatore. Catastrofi come inondazioni, carestie o invasioni di locuste sono attribuite all'ira degli spiriti.
In genere, gli spiriti non appaiono ai vivi nella loro forma originale, ma in forma di animali (soprattutto serpenti e uccelli, o qualche volta come mantidi).
Sebbene la tradizione identifichi altri tipi di spiriti, per esempio spiriti della natura come Mwenembago ("il signore della foresta") nella mitologia dei Zaramo della Tanzania, questi hanno un ruolo solo marginale e in molti casi risulta che essi fossero comunque, in origine, spiriti di uomini defunti.
Come in altre mitologie, i bantu identificano il regno degli spiriti con il sottosuolo. In quasi tutte le tradizioni bantu ci sono racconti di persone che si trovano fortuitamente a visitare la terra dei morti (kuzimu in swahili); spesso questo succede a chi segue un istrice o un altro animale nella tana. Eroi della tradizione che hanno fatto questo viaggio sono per esempio Mpobe (nella tradizione ugandese) e Uncama (mitologia zulu).

## I mostri
Nelle mitologie bantu si trovano diverse figure di creature mostruose, chiamate amazimu in zulu o madimo, madimu, zimwi in altre lingue. Nella letteratura in lingua inglese si parla in genere di orchi, in quanto una delle loro caratteristiche più comuni è quella di essere divoratori di uomini. Possono assumere la forma di uomini o di animali (per esempio i Chaga del Kilimanjaro raccontano di un mostro con sembianze di leopardo), e talvolta hanno il potere di trasformare in animali gli uomini. Una categoria particolare di mostri è rappresentata dai cadaveri resuscitati e mutilati, come gli umkovu della tradizione zulu, o i ndondocha degli Yao.

## Storie di animali
Come avviene per molti gruppi etnici dell'Africa subsahariana, le tradizioni bantu sono ricche di racconti che hanno per protagonisti animali parlanti. Queste storie hanno spesso la struttura e la funzione di favole, e presentano notevoli analogie con quelle della tradizione occidentale. Per questo motivo, per esempio, si è ipotizzato che Esopo (che era uno schiavo, forse di origine etiope) abbia attinto alla tradizione favolistica dell'Africa subsahariana.
La figura predominante delle storie di animali bantu è la lepre, che rappresenta l'intelligenza e l'astuzia. Suo principale antagonista è la iena, subdola e ingannatrice, che però finisce sempre sconfitta. Altre figure ricorrenti sono il leone e l'elefante, che rappresentano la forza bruta. Ancora più vincente della lepre è la tartaruga, che supera qualunque antagonista in virtù della sua lenta, pacata determinazione.
Questo bestiario standard delle storie bantu, ovviamente, è soggetto a variazioni locali. Per esempio, nelle regioni dell'Africa dove non esistono lepri (come il bacino del Congo) il protagonista positivo delle favole è spesso un'antilope. I sotho hanno sostituito la lepre con lo sciacallo, forse per via dell'influenza della cultura Khoisan, dove lo sciacallo è considerato il simbolo dell'intelligenza (mentre la lepre è considerata un animale stupido). Gli zulu hanno numerose storie di lepri, ma anche molte in cui il protagonista è una specie di furetto.